# Municipio de Madison (condado de Grundy)
El municipio de Madison (en inglés: Madison Township) es un municipio ubicado en el condado de Grundy en el estado estadounidense de Misuri. En el año 2010 tenía una población de 626 habitantes y una densidad poblacional de 6,92 personas por km².

## Geografía
El municipio de Madison se encuentra ubicado en las coordenadas 40°3′37″N 93°42′32″O / 40.06028, -93.70889. Según la Oficina del Censo de los Estados Unidos, el municipio tiene una superficie total de 90.45 km², de la cual 90,01 km² corresponden a tierra firme y (0,48 %) 0,44 km² es agua.

## Demografía
Según el censo de 2010, había 626 personas residiendo en el municipio de Madison. La densidad de población era de 6,92 hab./km². De los 626 habitantes, el municipio de Madison estaba compuesto por el 99,52 % blancos, el 0,32 % eran afroamericanos y el 0,16 % eran de una mezcla de razas. Del total de la población el 0,48 % eran hispanos o latinos de cualquier raza.